# جزایر ژونگشا
جزایر ژونگشا (به لاتین: Zhongsha Islands) یک شهرک و مجمع‌الجزایر در جمهوری خلق چین است که در سانشا واقع شده‌است. جزایر ژونگشا ۰ کیلومتر مربع مساحت و ۰ نفر جمعیت دارد.